# Chevrolet Nomad
Chevrolet Nomad – samochód osobowy klasy wyższej produkowany pod amerykańską marką Chevrolet w latach 1955–1961 oraz ponownie w latach 1968–1972.

## Pierwsza generacja

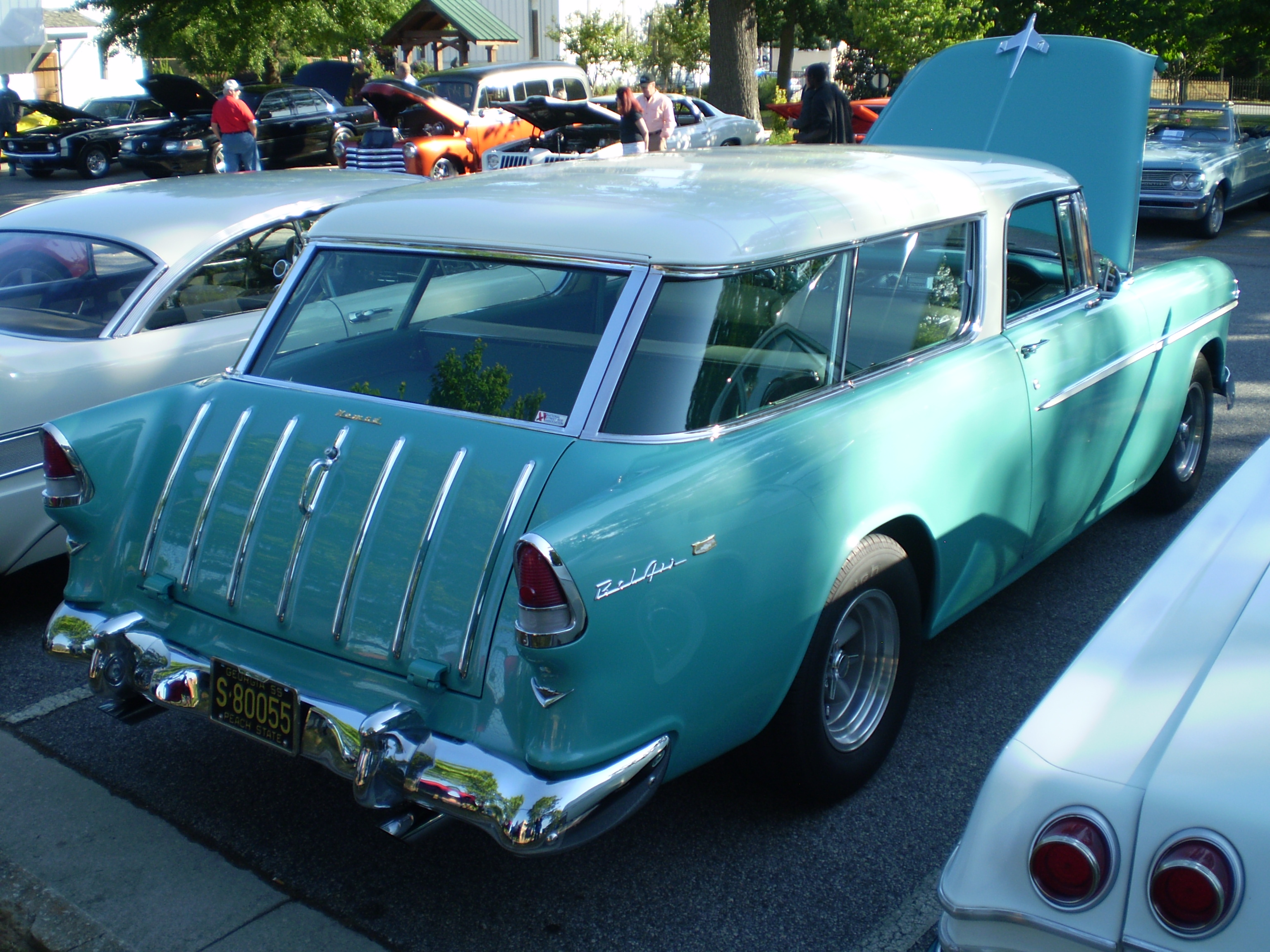
Chevrolet Nomad I - tył

Chevrolet Nomad I został zaprezentowany po raz pierwszy w 1955 roku.
Nomad poszerzył gamę dużych kombi Chevroleta opierając się na bazie modelu Bel Air. Pierwsza generacja pojazdu charakteryzowała się jedną parą drzwi, a także wysoko poprowadzoną linią okien i szerokim, dwubarwnym nadwoziem.
Zarówno przednie, jak i tylne błotniki tworzyły integralną całość z ostro zarysowanymi zakończeniami, zakrywając reflektory i lampy. Klapa bagażnika zyskała za to położone pionowo chromowane poprzeczki.

### Dane techniczne (4.1l)
- R6 4,1 l (4097 cm³), 2 zawory na cylinder, OHV
- Układ zasilania: gaźnik
- Średnica cylindra × skok tłoka: 98,20 mm × 89,60 mm
- Stopień sprężania: 8,5:1
- Moc maksymalna: 112 KM (82 kW) przy 3800 obr./min
- Maksymalny moment obrotowy: 251 N•m przy 1600 obr./min

## Druga generacja

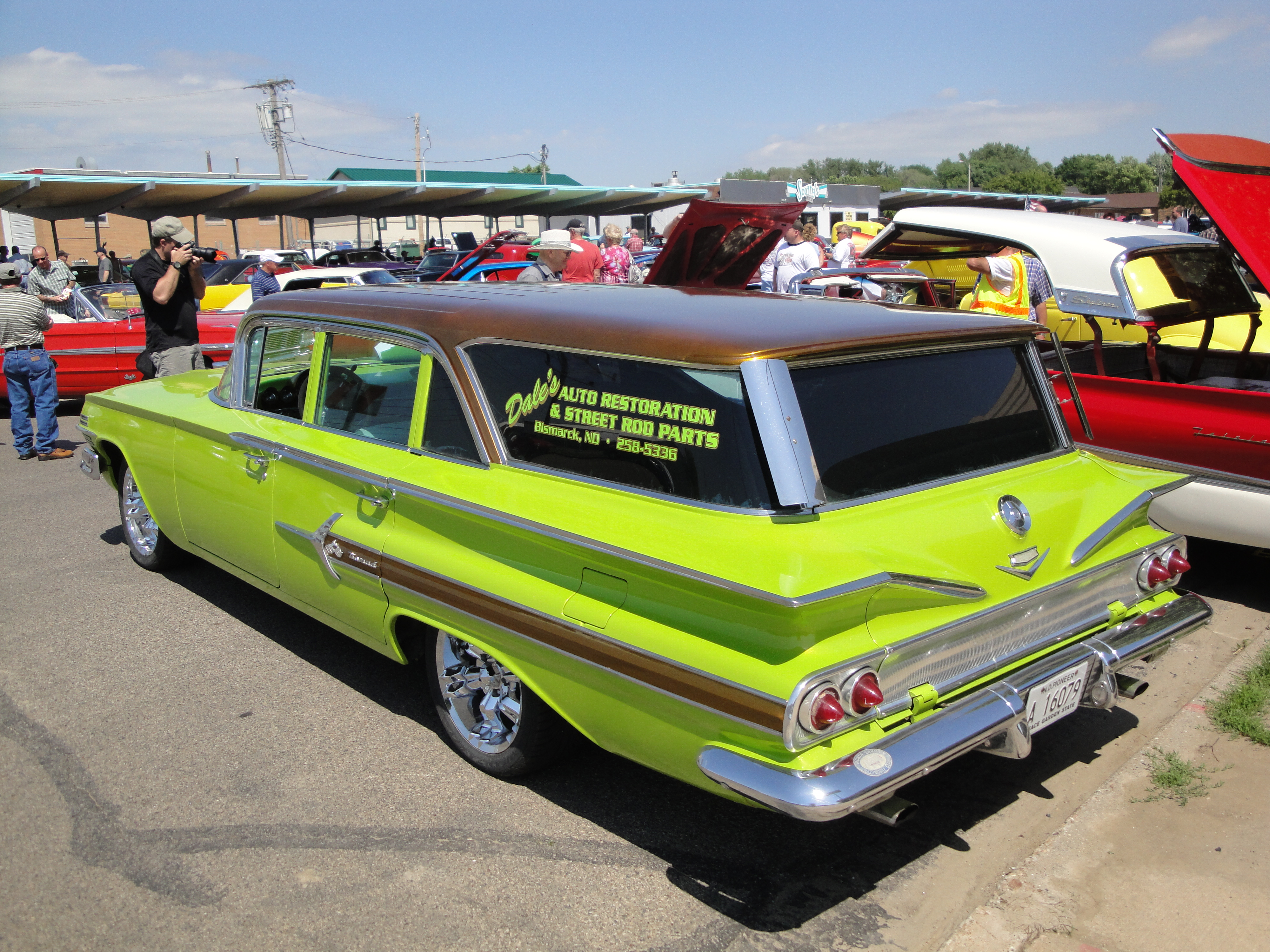
Chevrolet Nomad II - tył

Chevrolet Nomad II został zaprezentowany po raz pierwszy w 1958 roku.
Inaczej niż poprzednik, druga generacja dużego kombi Chevroleta opracowana została na bazie modelu Impala. Poza nową platformą GM-B Platform, samochód przyjął też gruntownie przestylizowaną karoserię.
Zgodnie z ówczesnym kierunkiem stylistycznym stosowanym przez producenta, nadwozie zyskało awangardowe linie z ostro zarysowanymi przetłoczeniami, na czele z łączącym tylne błotniki z klapą bagażnika.

### Dane techniczne (5.0l)
- V8 5,0 l (5012 cm³), 2 zawory na cylinder, OHV
- Układ zasilania: gaźnik
- Średnica cylindra × skok tłoka: 98,30 mm × 82,55 mm
- Stopień sprężania: 8,5:1
- Moc maksymalna: 132 KM (97 kW) przy 4000 obr./min
- Maksymalny moment obrotowy: 312 N•m przy 2400 obr./min

## Trzecia generacja
Chevrolet Nomad III został zaprezentowany po raz pierwszy w 1968 roku.
Po tym, jak w 1961 roku Nomad został zastąpiony przez odmianę kombi modelu Chevelle, Chevrolet zdecydował się przywrócić do sprzedaży tę samodzielną linię modelową w 1968 roku. Trzecia i zarazem ostatnia generacja Nomada została skonstruowana na bazie modelu Chevelle.
Pas przedni zyskał charakterystyczny, ścięty pas przedni ze szpiczastymi błotnikami i podwójnymi reflektorami z chormowanym obramowaniem. Ku tylnej części nadwozia biegło z kolei muskularne przetłoczenie.

### Silniki
- V8 4.3l
- V8 4.6l